# Биргит Вандербеке
Биргит Вандербеке (на немски: Birgit Vanderbeke) е немска писателка, автор на романи, разкази, есета и проза.

## Биография
Биргит Вандербеке е родена през 1956 г. в град Даме (Марк), провинция Бранденбург. През 1961 г. семейството ѝ се преселва в Западна Германия и се установява във Франкфурт на Майн.
Вандербеке следва право, германистика и романистика във Франкфуртския университет.
От 1993 г. живее като писателка на свободна практика в Южна Франция.
В повечето си произведения Вандербеке с много ирония, хумор и духовитост описва следвоенното дребнобуржоазно всекидневие.

## Награди и отличия
- 1990: „Награда Ингеборг Бахман“ für den Vortrag ihres Wettbewerb-Textes aus Muschelessen
- 1997: „Кранихщайнска литературна награда“ für ihr Gesamtwerk
- 1999: „Литературна награда на Золотурн“
- 1999: „Награда Розвита“
- 2002: „Награда Ханс Фалада“
- 2007: Brüder-Grimm-Professur an der Universität Kassel